# セイラ・マス
- 機動戦士ガンダム > 機動戦士ガンダムの登場人物 地球連邦軍 > セイラ・マス
- 機動戦士Ζガンダム > 機動戦士Ζガンダムの登場人物 > セイラ・マス
- 機動戦士ガンダムΖΖ > 機動戦士ガンダムΖΖの登場人物 > セイラ・マス

セイラ・マス (Sayla Mass) は、アニメ『機動戦士ガンダム』に登場する架空の人物。本名（あるいは旧名）は、アルテイシア・ソム・ダイクン (Artesia Som Deikun)。その後の作品にも何度か登場している。
総監督の富野由悠季によれば、命名の由来は「テレビコードに引っかかるので説明できない」とのことである（NHK・BSアニメ夜話）。

## 人物
宇宙世紀0062年9月12日生まれ。ジオニズムの提唱者ジオン・ズム・ダイクンを父に、MSパイロットのシャア・アズナブル（本名はキャスバル・レム・ダイクン）を実兄に持ち、自らは医師を志して医学を勉強する。身長165センチメートル、体重52キログラム。スリーサイズは84・60・88。
幼少の頃に父が死去し、当時ダイクン派だったジンバ・ラルのもとへ兄と共に引き取られる。それと同時に、ジオン共和国の独裁化を目論むザビ家の迫害から逃れるべくマス家の養女となり、アルテイシア・ソム・ダイクンからセイラ・マスに改名し、素性を隠しながら地球で過ごすこととなる。兄がサイド3（ジオン公国）へ向けて旅立ったのちに、みずからは0077年にサイド7へ志願移民する。
父の死に際しては、幼少ゆえにまだよく事情を理解できなかったことに加え、目的のために立ち去った兄とは違い、マス家で健やかに優しく成長した経緯もあり、「ザビ家への復讐」といった負の感情はまったく持ち合わせていない。
小説版
小説版『機動戦士ガンダム』では、原作者にして筆者の富野喜幸により、別の表現を施されている。セイラは同作品でアムロ・レイと肉体関係を結ぶうえ、彼にシャア殺害計画を明かし、それを託すという過激な一面が“娼婦的性格”と結合されて表現されている（ただし、セイラ本人はそのような思いをアムロに打ち明けたことを後悔し、自己嫌悪していた）。富野は、小説版でセイラのヌードに対するアムロの印象や彼女の性的な嗜好についてなどをも（セックスを終えると早々に寝てしまうなど）、つぶさに描出している。そのラストも、全裸で海に飛び込むセイラの姿で締めくくられている。なお、医師を目指していたのはアニメ版と同じだが、ジンバ・ラルについては復讐を執拗に説いてくることから嫌っていたとされている。
漫画版
漫画『機動戦士ガンダム THE ORIGIN』では、幼少期も本格的に描かれた。父の死を経て地球へ亡命後、養父のテアボロ・マスと共にサイド5のテキサスコロニーへ移住し、のちにルウムで医学生となる。テアボロの危篤によって帰郷し、一年戦争開戦時の混乱によって暴徒の襲撃に巻き込まれ、マス家の使用人や屋敷へ避難した住民を指揮するとともに銃を取って戦ったが、暴徒による破壊や略奪を防いでいる最中にテアボロと死別したとされている。また、同作品では兄は友人のシャア・アズナブル（瞳の色以外は兄と瓜二つの青年）と共にサイド3へ向かう途中に事故死したと聞かされており、諜報員のタチ中尉から兄の生存に関する情報を得たうえ、シャアに成り代わった兄の搭乗する赤いMSを偶然目撃するなど、それらの出来事を経て早くから「赤い彗星」が兄である事実にたどり着いたことが描かれている。
性格面でも、生来の優しい気質のほか、独断専行も辞さない積極的な振る舞い、危機の際に毅然と周囲を引っ張る姿勢、逆境にあっても浮かべる不敵な笑み、親しい者や1人の時のみに表出する感情など、兄を彷彿させる対位的な描写が追加された。傲慢で独善的な理想のためなら他人の犠牲など省みない兄への憎悪が強調されており、アムロを焚き付けて殺害に向かわせるなど、小説版にみられた要素も加えられた。
なお、外伝『アルテイシア0083』では、戦後は重要人物ゆえに保護・軟禁状態にある一方、イギリスで「アストライア財団」の一員として戦災孤児の救援活動にあたっており、ミハル・ラトキエの帰還を待つ弟のジル・ラトキエと妹のミリー・ラトキエの生活についても財団で見守っている。このエピソードについて、筆者の安彦良和は「放ってはおけない問題」として泣きながら描いたことを明かしている。
GQuuuuuuX
アニメ『機動戦士Gundam GQuuuuuuX』では第二次ソロモン会戦にてソロモン内部に侵入したシャアの前に現れたガンダム・ハンマーを持った軽キャノンのパイロットとして登場。ゼクノヴァの発動に巻き込まれた後の行方は不明であった。第一次ソロモン会戦でドズルを討ったことが語られている。最終回で重要な役割を与えられて再登場する。

## 劇中での活躍

### 一年戦争後期 （『機動戦士ガンダム』）
第2話で、ホワイトベース（WB）の避難民のひとりとして初登場。避難民の収容に手を貸そうともせず自分のことしか考えていないカイ・シデンを平手打ちし、「軟弱者」と叱責する（なお、カイはセイラの名前を知っている）。サイド7に潜入するジオン兵（シャア）には毅然と拳銃を突き付けるが、マスクを外した彼の素顔に生き別れの兄キャスバルの面影を見出し、動揺する。この際、シャアもまた相手が妹アルテイシアであることを悟っており、以後WBへの攻撃時にその面影を思い浮かべては、「あの優しいアルテイシアが連邦軍の軍艦に乗っているはずがない」と弁解めいた独白をする場面がたびたび見られる。
WBでは、ブライト・ノアから唯一「さん」付けで呼ばれる（呼び捨てにされることもある）。「医者の卵」であることから、当初は医療スタッフの補助に就くが、ブライトとアムロ・レイが険悪なのを察して通信士（オペレーター）の役を買って出る。そこではパイロットのプライドをくすぐって一気にモチベーションを高める巧みな面を見せており、第23話ではカイから「おだてのセイラさん」などと揶揄されている。また、ミライ・ヤシマとは年齢や立場が近いことから、しばしば行動をともにしている。
第6話では、負傷している正規兵に代わってWBの機銃座を担当するが、初めてにもかかわらず即座にマゼラアタック1両を撃破し、正規兵から「すごい」と称賛される。第16話では、兄と思われるシャアの動向を知りたい一心でガンダムに無断で搭乗し、ジオン兵と接触しようと目論む。操縦はシミュレーションで完全におぼえたつもりでいるものの、実戦経験がなくノーマルスーツも着用していないためカタパルト射出によるGの衝撃で軽く嘔吐するうえ、敵モビルスーツに翻弄されて危うくガンダムを鹵獲されそうになってしまう失態を演じ、3日間の独房入りとなる。この際、逆に捕虜となったコズン・グラハムからシャアが左遷の身で生きて戦場を離れていたことを聞き、兄を想いながら自室で涙する（『THE ORIGIN』では、この件の露呈によりスパイの嫌疑を受けて拘禁されるが、直後にランバ・ラル隊が襲撃してきたため、うやむやとなっている）。
第20話では、ランバ・ラル隊のWBへの襲撃に際して、無断でガンダムを持ち出した罪で独房入りしているアムロに替わってふたたびガンダムに搭乗する。アムロと交代したあと、WB艦内での白兵戦に移行し、第2ブリッジ付近でランバと偶然出会ってしまう。ランバは父の忠臣ジンバ・ラルの息子であり、幼少時によく可愛がってもらった仲だった。お互いに素性を知った2人が気を取られている隙に、リュウ・ホセイが銃撃。負傷したランバにセイラは退却するよう叫ぶが、ランバはセイラの眼前で飛び降り、自爆する。
中盤ではガンダムの搭乗経験もあることから、パイロットとして第24話からGファイター（劇場版ではコア・ブースター）に搭乗し、戦場へ出撃していくようになる。当初は慣れずにとまどう面もあったが、ガンダム（アムロ）との連係プレーなどで、次々と戦果を上げていく。第30話のジャブローでは軍曹（劇場版では准尉）に任官される。
同じく第30話では、潜入工作をおこなうシャアと再会するが、彼はセイラにWBから降りるよう言い残して立ち去る。また第38話でも、テキサス・コロニー内でシャアと再会。しかし歩み寄ることはなく、決別が決定的になり、泣き崩れる。その後、シャアからセイラへの手紙を添えたトランクがWBに回収された際、ブライトに尋ねられた彼女は、中身が金塊であることと送り主がシャアであることを明かし、その結果ブライトから疑惑の目で見られるようになる。数日後、疑惑を晴らすためブライトにシャアが実の兄であることを明かし（アニメ版ではシャアが実の兄であることとキャスバルという本名を明かしているが、名字は明かさず、自身の素性を明かす場面も描かれていない。これに対し劇場版では、シャアが実の兄であることと2人の本名、さらにジオン・ダイクンが父であることを明かしている）、WBのクルーで分けるようにと金塊を差し出している（『THE ORIGIN』では、テキサスコロニーでのシャアとの一部始終を目撃したカイがブライトに報告したため、セイラがシャアの妹だった事実はクルー全員に知れ渡り、直後のソロモン戦では謹慎扱いとなっている）。
第43話（最終話）では、ア・バオア・クー戦にて生身で決闘を繰り広げるアムロとシャアを制止に入った際に爆発に巻き込まれるが、シャアに助けられる。その後、キシリア・ザビへの復讐を遂げに向かうシャアと別れ、アムロの誘導を受けてホワイトベースのクルーと共にア・バオア・クーより脱出。生還を果たしたが、これが兄との今生の別れとなった（『THE ORIGIN』では、ア・バオア・クー戦時に増加装甲型ジムに搭乗。シムス中尉のブラウ・ブロと相撃ちになり乗機から脱出、そのまま兄を追い要塞に侵入して捕虜となる。しかしアルテイシアと公言したことで、時を同じくしてギレン・ザビを誅殺したキシリアに対する反乱部隊の象徴として担ぎ上げられる。）。
セイラもニュータイプの片鱗を見せてはいるが、アムロのような意識面での覚醒は見られない。明確に描写された最初のシーンは第39話と遅く、それもララァ・スンの乗るエルメスのサイコミュにわずかに反応した程度のものである。ただし最終話（第43話）では、シャアの気配を察知してその方向に進み、シャアとアムロの闘いに割って入っている。
なお、アムロとは小説版での男女関係とは異なり、アニメ版では戦闘でのパートナーシップ以上の親密な恋愛感情を匂わせる描写はない。セイラはアムロのことをどう思っていたかは不明だが、フラウ・ボゥとの関係を「友達同士の関係って大事よ」と窘めており、フラウの存在がセイラをアムロに対して一歩引かせていた様子が窺える。また、ララァを殺したアムロに対して憎悪を剥き出しにするシャアに対し、「それはお互い様」とも発言している。一方で周囲からも、シャアがア・バオア・クーでの別れ際にセイラに対し「アムロ君が呼んでいる」と発言したり、『機動戦士Ζガンダム』にてフラウがアムロに「まだセイラさんのこと好きなんでしょう？ ウジウジしてるんだから」とからかったりしている。

### グリプス戦役 （『機動戦士Ζガンダム』）
TV版第8話「月の裏側」で、月のグラナダ市でシャアが訪れた部屋に、幼少時のシャアとセイラの写真が飾られていた。
第37話「ダカールの日」では、台詞無しだが登場。兄クワトロ・バジーナがダカールで一年戦争においてジオン公国で活躍した赤い彗星であるという自らの素性を明かしてまで行った演説のテレビ中継を、どこかの別荘で憂いを帯びた表情で見入っていた。
小説版
小説版第四部では、この時のセイラの状況が詳しく書かれている。セイラは地中海からの風が流れ込む場所で暮らしていた。一年戦争時に敵であった兄と戦ったことがセイラを軍から決定的に離し、戦後はホワイトベースのクルーと別れ、株式売買を行い1人で生計を立てていた。
数年前に、グラナダから一度だけ通信をもらった時、セイラの本名である「アルテイシア・ソム」殿へ、としてシャアの本名である「キャスバル・レム・ダイクン」のサインだけの手紙を受け取った、その時セイラはシャアの全ての気持ちが分かった。地球を忘れられず、地球を見たいという兄の気持ちが痛いほどに分かったのである。だが、父ジオン・ズム・ダイクンの遺志を継いで、政治家になるような兄でもないことも知っていた。
そしてシャアのダカールの演説を見て、兄が承知の上でエゥーゴの運動に加担しているのだと思えて、そこは嬉しく思えた。しかし、その演説の端々から、シャアの照れというか芝居をしているという感じを嗅ぎ取っていて、そこが気がかりでもあった。「兄はアムロ・レイ達とは一緒にやっていけない人なのに我慢し過ぎている」セイラがそう思った時、シャアがアーガマで戦っている真の理由が分かった。
セイラはシャアと兄妹であるがゆえに働く勘で「シャアがアーガマに潜入したのは地球での感覚を呼び戻すためだけのことで、違うことをやろうとしている」と悟ったのだった。もし、セイラが、アウドムラにいて、ダイクンの家が人身御供の家系であることの苛立ちを聞けば、セイラはシャアを危険なものとして殺していたかもしれなかった。しかし、セイラは「戦争は当分続くだろう」と株式の売買で培った経験から予測し、自身を「ニュータイプのなり損ないの普通の女」と卑下して、1人、株式市況のキーボードを叩くだけだった。
富野由悠季によれば、セイラが「兄を殺さねばならないかも……」と書いたのは、あれはセイラがシャアの演じている嘘を見破ったということ。一番鬱陶しくて、事態をメチャクチャにしているのがシャアだ、と分かっているからでしょうと語った。また、フィリピンのベニグノ・アキノ・ジュニア暗殺事件に関わったフェルディナンド・マルコスが逃げ出さねばならなかったのに大統領に就任したことに絡め、人というのは思っているほど冷静ではないんじゃないのか、気分が良くなってしまう方に行ってしまったりする、そういう人のあり様の不愉快さがセイラには見えたんだろうとも語った。
劇場版
劇場版『機動戦士ΖガンダムIII A New Translation -星の鼓動は愛-』では、上記とは異なるシーンに登場。

### 第一次ネオ・ジオン抗争 （『機動戦士ガンダムΖΖ』）
第28話で、ジュドー・アーシタの妹リィナ・アーシタは戦闘に巻き込まれて死んだと思われたが、実はセイラに救われて無事だったことが第46話で判明する。同話でセイラはリィナと共にブライトの前に登場し、現在は投資家として暮らしていることがブライトによって語られたほか、兄・シャアの死を望む発言をしており、兄との再会を望むリィナとは対照的に描かれている。最終話（第47話）では、ブライトを介してリィナとジュドーを再会させている。
小説版では、リィナを助けたのはネオ・ジオンの現地徴用兵ラド・カディハであり、セイラは彼の協力要請に応じてリィナをブライトのもとへ送り届けたとされる。また、ムック『別冊アニメディア 機動戦士ガンダムΖΖ PART.2』掲載の鈴木裕美子の短編小説「Sensitive Eyes of Sisters 優しすぎた妹たち セイラとリィナ、ふたりの妹の旅立ち」ではリィナを保護していた期間が描かれており、セイラは「カラバの仲間」に頼まれ、地中海付近のカラバの病院でリィナの主治医となっている。やがてリィナと打ち解け、彼女の外傷が癒えると2人で宇宙港のあるノルウェーのカラバ基地に向かう。そこでラドにリィナを託す予定だったが、彼女から一緒に宇宙へ上がるよう懇願される。シャアが宇宙にいることから少し躊躇するが、自分に素直になるために宇宙へ上がることを決心する。

### 第二次ネオ・ジオン抗争 （『機動戦士ガンダム 逆襲のシャア』）
劇場版本編に直接の登場は無かったが、小説『機動戦士ガンダム 逆襲のシャア ベルトーチカ・チルドレン』のラストでは、シャアが懐からセイラの写真入りのロケットを取り出し、地球に住む彼女を手に掛けずに済んだことについて安堵する描写がある。また、挿絵では幼少時のセイラの笑顔写真が描かれている。
メディアワークス刊『データコレクション7 機動戦士ガンダム逆襲のシャア』の挿絵では、ネオ・ジオン総帥となったシャアの演説を放映中の街頭から立ち去ろうとするセイラらしき人物が描かれている。こちらは背景などから、スペースコロニーに滞在していたことがうかがえる。
漫画『機動戦士ガンダム ピューリッツァー -アムロ・レイは極光の彼方へ-』では、抗争終結翌年の宇宙世紀0094年にはイギリスの港町でリィナとともに暮らしている。財団が協力した、ニュータイプ研究所から救出された戦災孤児の支援活動で知り合ったステファニー・ルオの紹介で、アムロの伝記を書こうとするキッカ・コバヤシのインタビューを受け、ララァとアムロおよびシャアとの関係について語る。

## 搭乗機
- ガンダム（第16話と第20話で一時的に搭乗）
- Gファイター
- コア・ブースター（劇場版で搭乗）
- コア・ファイター（『THE ORIGIN』）
- ジム増加装甲タイプ（『THE ORIGIN』、機体番号は1029）
- 軽キャノン（『機動戦士Gundam GQuuuuuuX』）

## 担当声優
- 井上瑤 - 『機動戦士ガンダム』、『劇場版 機動戦士Ζガンダム』、『機動戦士ガンダムΖΖ』
- 潘めぐみ - 『THE ORIGIN』、『機動戦士ガンダム ククルス・ドアンの島』
- 名塚佳織 - 『ガンダムさん』

劇場版『機動戦士Ζガンダム』収録時には井上は既に死去していたが、過去の『機動戦士ガンダム』出演時の台詞音声を抽出・編集することで出演している（エンドロールでは“ライブラリ出演”と表記）。

## 備考
- 『月刊OUT』（1980年3月号）には、「悩ましのアルテイシア」（作者はやぎざわ梨穂）と題してセイラの全裸ヌードのイラストが掲載された。後日の『OUT』誌面での編集者発表によると、これに対する富野のコメントは「どうせ出すなら…（どうせ出すならもうちょっと綺麗に描いてほしかったなあ）」だった。
- 1981年にバンダイから発売された、1/20スケールでメインキャラクターを立体化したフィギュアプラモデル「キャラクターコレクション」の中で、特にセイラは「原型師入魂の出来」と高評価を受けた。また、『別冊宝島』の「このアニメがすごい！」で同作を改造したフィギュア版「悩ましのアルテイシア」が発表されて反響を呼んだ。
- 劇場版『機動戦士ガンダムIII めぐりあい宇宙編』では、入浴シーンの露出度がTV版より上がっている。また、上映中の映画館でこの入浴シーンの写真を多数撮影する者が現れたことを知ったアニメ企画者がアニメについてもそのベクトルの需要があることに気付き、『くりいむレモン』などのアダルトアニメが製作されるきっかけとなった、とする説[10]がある。
- 『機動戦士Ζガンダム』でのキャラクター設定画においては、デザイナーの安彦良和によるメモ書きに「でないはずのひと…」とある。

## 人気投票結果
『愛と戦いのロボット 完全保存版』で発表されたアンケート「みんなで選ぶロボットアニメーションベスト100」では、「一番お気に入りのヒロインは？」で第1位にランクインした。
2018年3月2日から同年4月20日までの投票を経て、5月5日にNHK BSプレミアムで発表された「全ガンダム大投票 40th」にて、セイラ（アルテイシア・ソム・ダイクンを含む）はキャラクター部門の総合ランキングで21位であった。
双葉社が運営する漫画サイト「ふたまん」が30代から40代の男性200名に実施したアンケート調査、歴代ガンダムシリーズに登場するヒロインキャラの中で「一番好きなガンダムヒロイン」で、セイラは1位であった。
2022年5月21日 - 6月4日に行われたアンケート調査582票によるgooランキング「歴代ガンダム作品で最も顔がかっこいい女性キャラランキング」で、セイラは1位であった。